# هنري ليندر مارش
هنري ليندر مارش (بالإنجليزية: Henry L. Marsh)‏ هو محامي وسياسي أمريكي، ولد في 10 ديسمبر 1933 بريتشموند في الولايات المتحدة. حزبياً، نشط في الحزب الديمقراطي. وقد انتخب عضو مجلس ولاية فرجينيا.